# Maleque ibne Tauque
Maleque ibne Tauque ibne Maleque ibne Atabe Ataglibi (Malik ibn Tauk ibn Malik ibn 'Attab at-Taglibi; m. 873) foi um oficial abássida dos reinados dos califas Aluatique (r. 842–847) e Mutavaquil (r. 847–861). É melhor conhecido como o fundador da cidade fortaleza de Arraba na margem oeste do rio Eufrates, parte da moderna cidade síria de Maiadim.

## Biografia
Maleque pertenceu à tribo árabe dos taglibitas e traça sua linhagem no poeta guerreiro taglibita do século VI ibne Cultume. Seu pai, Tauque ibne Maleque, serviu como governador de Diar Rebia, a província do leste da Mesopotâmia Superior (Jazira) sob o califa Almamune (r. 813–833). Ele também serviu como general sob o predecessor de Almamune, Harune Arraxide (r. 786–809). Algumas fontes muçulmanas frequentemente incorretamente afirmam que Maleque era um dos oficiais em serviço de Harune e Almamune no lugar de seu pai.
Maleque serviu sob o califa Aluatique (r. 842–847) e Mutavaquil (r. 847–861) como governador do Junde de Urdune (distrito militar do Jordão) e Junde de Damasco (distrito militar de Damasco). Em algum ponto na segunda metade do século IX, convenceu seu parente, Sal ibne Bixer, bisneto do poeta taglibita do século VII Alactal, a converte-se ao islamismo do cristianismo junto com outros descendentes diretos de Alactal. Maleque fundou a fortaleza de Arraba no vale do Eufrates e tornou-se seu senhor. A fortaleza foi alternativamente conhecida como "Rabate Maleque ibne Tauque". Maleque faleceu em 873. Seu filho Amade sucedeu-o como senhor de Arraba, mas foi forçado a sair da cidade em 883 pelo senhor de Ambar, Maomé ibne Abi Alçaje.